# 科氏魮脂鯉
科氏魮脂鯉，為輻鰭魚綱脂鯉目脂鯉亞目脂鯉科的其中一個種，為熱帶淡水魚，分布於南美洲  Solimoes、Mana與Approuague河流域上游，體長可達3.5公分，棲息在水質清澈、沙底質的小溪流，生活習性不明，可作為觀賞魚。

## 扩展阅读
- 維基物種上的相關：科氏魮脂鯉